# Morshi
Morshi est une ville du district d'Amravati dans l'État du Maharashtra en Inde. 
Selon le recensement de l'Inde de 2011, la localité compte une population de 182 484 habitants.